# Liste des sigles de l'AAR débutant par P
Pour un article plus général, voir Sigle de l'AAR.

## P
- PACY - Prairie Central Railway
- PAE  - Peoria and Eastern Railway ; Conrail
- PAL  - Paducah and Louisville Railway
- PAM  - Pittsburgh, Allegheny and McKees Rocks Railroad
- PARX - Pan American Railway
- PARY - Prairie Trunk Railway
- PAUT - Pennsylvania and Atlantic Railroad ; Conrail
- PBFX - IBP, Inc. ; Tyson Foods
- PBL  - Philadelphia Belt Line Railroad
- PBLX - Pillsbury
- PBNE - Philadelphia, Bethlehem and New England Railroad
- PBR  - Patapsco and Back Rivers Railroad
- PBVR - Port Bienville Railroad
- PC   - Penn Central; Conrail
- PCA  - Penn Central ; Conrail
- PCB  - Penn Central ; Conrail
- PCCX - Peabody Coal Company
- PCEX - GE Rail Services
- PCFX - Pacific Car and Foundry Company
- PCIX - Shippers Car Line ; ACF Industries
- PCMX - Petro-Chem Marketing Company
- PCN  - Point Comfort and Northern Railway
- PCSX - GE Rail Services
- PCTX - Pioneer Cement Company of Texas
- PCY  - Pittsburgh, Chartiers and Youghiogheny Railway
- PDQX - Castle Capital Corporation
- PE   - Pacific Electric Railway ; Conrail
- PECX - Pekin Energy Company
- PENX - Penford Products Company
- PEPX - Potomac Electric Power Company
- PER  - Port Everglades Railway
- PF   - Pioneer and Fayette Railroad
- PFE  - Pacific Fruit Express ; Union Pacific Railroad
- PFM  - Power, Fluid & Metals
- PGDX - Proctor and Gamble Manufacturing Company
- PGE  - Pacific Great Eastern Railway ; British Columbia Railway ; Canadian National Railway
- PGER - Pacific Great Eastern Railway ; British Columbia Railway ; Canadian National Railway
- PGEX - Portland General Electric Company
- PGHX - Trinity Rail Management, Inc.
- PGMX - Proctor and Gamble Manufacturing Company
- PGR  - Progressive Rail
- PHCR - Port Colborne Harbour Railway
- PHD  - Port Huron and Detroit Railroad ; Chessie System ; CSX Transportation
- PHL  - Pacific Harbor Line
- PI   - Paducah and Illinois Railroad
- PICK - Pickens Railroad
- PJR  - Port Jersey Railroad
- PLCX - Pullman Leasing Company ; GE Capital Railcar Services
- PLE  - Pittsburgh and Lake Erie Railroad ; New York Central Railroad ; Penn Central ; Conrail ; CSX Transportation (after Conrail breakup)
- PLEX - PLM, Inc.
- PLMX - PLM International
- PLWX - GE Capital Railcar Services
- PM   - Pere Marquette Railway ; Chesapeake and Ohio Railway ; Chessie System ; CSX Transportation
- PMLX - Prairie Malt, Ltd.
- PNWR - Portland and Western Railroad
- POHC - Pittsburgh and Ohio Central Railroad
- PPAX - PCS Phosphate Company
- PPCX - American Association of Private Railroad Car Owners
- PPGX - PPG Industries, Inc.
- PPHX - PCS Phosphate Company
- PPLX - Pennsylvania Power and Light Company
- PPNX - PCS Phosphate Company
- PPRX - Phillips Petroleum Company
- PPU  - Peoria and Pekin Union Railway
- PRGX - ProGold, LLC
- PRL  - Penn Eastern Rail Lines Inc. ; East Penn Railway
- PROX - Procor
- PRR  - Pennsylvania Railroad ; Penn Central ; Conrail; Norfolk Southern (after Conrail breakup)
- PRSL - Pennsylvania-Reading Seashore Lines
- PS   - Pittsburg and Shawmut Railroad
- PSL  - Peabody Short Line ; Illinois Central Railroad ; Canadian National Railways
- PSPX - Phillips Petroleum Company
- PSR  - Pittsburg and Shawmut Railroad
- PTEX - Canpotex
- PW   - Providence and Worcester Railroad